# 金丸 (中能登町)
金丸（かねまる）は、石川県鹿島郡中能登町の大字。近世の能登国鹿島郡金丸村。本項ではかつて同区域に存在した鹿島郡金丸村（かねまるむら）についても記す。

## 地理
- 現在の中能登町の最西端に位置。南側は邑知地溝帯に沿う平野、北側は眉丈山などの丘陵地。
- 山: 眉丈山
- 河川: 長曽川

## 歴史

### 沿革
- 弥生時代 -　高地性集落である杉谷チャノバタケ遺跡が営まれる
- 古墳時代 -　眉丈山々中に杉谷ガメ塚古墳等、多数の古墳が築かれる
- 鎌倉時代 - 「金丸保」が当地に存在。
- 中世 - 「金丸市」として市場が置かれる。
- 近世 - 江戸時代は加賀藩領。
- 1875年（明治7年）5月 - 承休学校創立（1882年（明治15年）5月、金丸小学校に変更する。）
- 1889年（明治22年）4月1日 - 町村制の施行により、鹿島郡金丸村を廃し、その区域をもって鹿島郡金丸村を設置する。
- 1898年（明治31年）4月24日 - 七尾鉄道（現・七尾線）が開通。村内に金丸駅開業。
- 1956年（昭和31年）9月30日 - 鹿島郡能登部町及び金丸村を廃し、その区域をもって鹿島郡鹿西町を設置する。旧鹿島郡金丸村の区域にあらたに字金丸を設定する。
- 2005年（平成17年）3月1日 - 鹿島郡鳥屋町、鹿島町及び鹿西町を廃し、その区域をもって鹿島郡中能登町を設置する。字金丸の名称を金丸に変更する。

## 世帯数と人口
2015年（平成27年）10月1日現在の世帯数と人口は以下の通りである。
| 大字 | 世帯数  | 人口    |
| ---- | ------- | ------- |
| 金丸 | 356世帯 | 1,015人 |

## 教育
- 金丸村立金丸小学校（のち鹿西町立、2005年3月1日から1か月間のみ中能登町立。2005年4月1日に能登部小学校と統合し中能登町立鹿西小学校となる）
- 村立金丸中学校は1947年（昭和22年）4月1日に小学校に併設されて開校。1952年（昭和27年）10月31日に能登部町に創立された組合立鹿西中学校（現・中能登町立鹿西中学校）に統合。

## 交通
- JR西日本七尾線
  - 金丸駅
- 石川県道2号七尾羽咋線

## 産業
- 養蚕業